# Ленцкирх
Ленцкирх (њем. Lenzkirch) општина је у њемачкој савезној држави Баден-Виртемберг. Једно је од 50 општинских средишта округа Брајсгау-Хохшварцвалд. Према процјени из 2010. у општини је живјело 5.165 становника. Посједује регионалну шифру (AGS) 8315068.

## Географски и демографски подаци
Ленцкирх се налази у савезној држави Баден-Виртемберг у округу Брајсгау-Хохшварцвалд. Општина се налази на надморској висини од 824 метра. Површина општине износи 57,9 km². У самом мјесту је, према процјени из 2010. године, живјело 5.165 становника. Просјечна густина становништва износи 89 становника/km².